# Frauen-Bundesliga 2010-2011
La Frauen-Bundesliga 2010-2011 è stata la 21ª edizione della massima divisione del campionato tedesco femminile di calcio. Il campionato è iniziato il 15 agosto 2010 e si è concluso il 13 marzo 2011. Il Turbine Potsdam ha vinto il campionato per la quinta volta nella sua storia, la terza consecutiva. Capocannoniere del torneo è stata Conny Pohlers, calciatrice dell'1. FFC Francoforte, con 25 reti realizzate.

## Stagione

### Novità
Dalla Frauen-Bundesliga 2009-2010 sono stati retrocessi in 2. Frauen-Bundesliga il Friburgo e il Tennis Borussia Berlino, mentre dalla 2. Frauen-Bundesliga sono stati promossi l'Herforder e il Bayer Leverkusen.

### Formula
Le 12 squadre si affrontano in un girone all'italiana con partite di andata e ritorno, per un totale di 22 giornate. La squadra prima classificata è dichiarata campione di Germania, mentre le ultime due classificate vengono retrocesse in 2. Frauen-Bundesliga. Le prime due classificate sono ammesse alla UEFA Women's Champions League 2011-2012.

## Squadre partecipanti
| Club                | Stagione | Città                  | Stadio                        | Stagione 2009-2010                    |
| ------------------- | -------- | ---------------------- | ----------------------------- | ------------------------------------- |
| 1. FFC Francoforte  | dettagli | Francoforte sul Meno   | Stadion am Brentanobad        | 3º posto in Frauen-Bundesliga         |
| 2001 Duisburg       | dettagli | Duisburg               | PCC-Stadion                   | 2º posto in Frauen-Bundesliga         |
| Amburgo             | dettagli | Amburgo                | Wolfgang-Meyer-Sportanlage    | 7º posto in Frauen-Bundesliga         |
| Bad Neuenahr        | dettagli | Bad Neuenahr-Ahrweiler | Apollinarisstadion            | 6º posto in Frauen-Bundesliga         |
| Bayer Leverkusen    | dettagli | Leverkusen             | Ulrich-Haberland-Stadion      | 1º posto in 2. Frauen-Bundesliga Sud  |
| Bayern Monaco       | dettagli | Monaco di Baviera      | Sportpark Aschheim            | 4º posto in Frauen-Bundesliga         |
| Herforder           |          | Herford                | Friedrich-Ludwig-Jahn-Stadion | 1º posto in 2. Frauen-Bundesliga Nord |
| Jena                | dettagli | Jena                   | Sportzentrum Oberaue          | 8º posto in Frauen-Bundesliga         |
| Saarbrücken         | dettagli | Saarbrücken            | Stadion Kieselhumes           | 9º posto in Frauen-Bundesliga         |
| SG Essen-Schönebeck |          | Essen                  | Sportpark am Hallo            | 10º posto in Frauen-Bundesliga        |
| Turbine Potsdam     | dettagli | Potsdam                | Karl-Liebknecht-Stadion       | Campione di Germania                  |
| Wolfsburg           | dettagli | Wolfsburg              | VfL-Stadion am Elsterweg      | 5º posto in Frauen-Bundesliga         |

## Classifica finale
Fonte: sito ufficiale
|  | Pos. | Squadra             | Pt | G  | V  | N | P  | GF  | GS | DR  |
|  | ---- | ------------------- | -- | -- | -- | - | -- | --- | -- | --- |
|  | 1.   | Turbine Potsdam     | 58 | 22 | 19 | 1 | 2  | 67  | 17 | +50 |
|  | 2.   | 1. FFC Francoforte  | 57 | 22 | 19 | 0 | 3  | 103 | 16 | +87 |
|  | 3.   | 2001 Duisburg       | 51 | 22 | 16 | 3 | 3  | 61  | 19 | +42 |
|  | 4.   | Amburgo             | 38 | 22 | 12 | 2 | 8  | 42  | 42 | 0   |
|  | 5.   | Bayern Monaco       | 35 | 22 | 11 | 2 | 9  | 43  | 36 | +7  |
|  | 6.   | Bad Neuenahr        | 33 | 22 | 11 | 0 | 11 | 54  | 48 | +6  |
|  | 7.   | Wolfsburg           | 32 | 22 | 10 | 2 | 10 | 52  | 46 | +6  |
|  | 8.   | Bayer Leverkusen    | 21 | 22 | 6  | 3 | 13 | 32  | 67 | -35 |
|  | 9.   | SG Essen-Schönebeck | 20 | 22 | 5  | 5 | 12 | 27  | 50 | -23 |
|  | 10.  | Jena                | 19 | 22 | 5  | 4 | 13 | 24  | 57 | -33 |
|  | 11.  | Saarbrücken         | 14 | 22 | 4  | 2 | 16 | 20  | 72 | -52 |
|  | 12.  | Herforder           | 5  | 22 | 1  | 2 | 19 | 25  | 80 | -55 |

Legenda:
      Campione di Germania e ammessa alla UEFA Women's Champions League 2011-2012
      Ammessa alla UEFA Women's Champions League 2011-2012
      Retrocesse in 2. Frauen-Bundesliga
Note:
Tre punti a vittoria, uno a pareggio, zero a sconfitta.

## Risultati

### Tabellone
|                     | Fra  | Dui  | Amb  | Bad  | BaL  | BaM  | Her  | Jen  | Saa  | SGE  | Tur  | Wol  |
| ------------------- | ---- | ---- | ---- | ---- | ---- | ---- | ---- | ---- | ---- | ---- | ---- | ---- |
| 1. FFC Francoforte  | –––– | 0-1  | 5-1  | 4-1  | 5-1  | 8-2  | 6-0  | 5-0  | 9-0  | 6-0  | 4-1  | 5-1  |
| 2001 Duisburg       | 1-2  | –––– | 2-2  | 2-0  | 9-0  | 2-1  | 4-0  | 1-0  | 5-0  | 3-1  | 1-1  | 2-1  |
| Amburgo             | 0-4  | 1-5  | –––– | 0-3  | 0-1  | 2-1  | 3-0  | 2-2  | 3-1  | 1-0  | 0-1  | 2-1  |
| Bad Neuenahr        | 0-8  | 0-2  | 2-6  | –––– | 5-1  | 0-1  | 5-1  | 2-1  | 6-0  | 4-3  | 2-5  | 1-2  |
| Bayer Leverkusen    | 0-4  | 2-3  | 4-1  | 1-4  | –––– | 1-2  | 5-1  | 0-4  | 0-1  | 1-1  | 1-7  | 3-2  |
| Bayern Monaco       | 0-2  | 2-4  | 1-4  | 1-2  | 4-0  | –––– | 3-2  | 5-0  | 4-0  | 1-1  | 0-3  | 2-1  |
| Herforder           | 0-7  | 0-5  | 1-3  | 4-2  | 2-3  | 0-2  | –––– | 3-4  | 1-2  | 1-1  | 1-2  | 0-8  |
| Jena                | 0-3  | 2-2  | 0-1  | 0-7  | 0-3  | 0-4  | 2-1  | –––– | 1-3  | 0-0  | 2-3  | 1-4  |
| Saarbrücken         | 1-4  | 0-3  | 1-3  | 2-3  | 2-0  | 0-5  | 2-2  | 1-1  | –––– | 1-3  | 0-2  | 2-3  |
| SG Essen-Schönebeck | 0-8  | 0-2  | 1-3  | 2-1  | 1-1  | 1-2  | 4-2  | 1-2  | 3-1  | –––– | 1-4  | 3-2  |
| Turbine Potsdam     | 1-0  | 3-0  | 4-1  | 1-0  | 6-1  | 2-1  | 1-0  | 5-0  | 7-0  | 3-0  | –––– | 4-0  |
| Wolfsburg           | 4-3  | 3-2  | 2-3  | 1-4  | 3-3  | 0-0  | 6-3  | 1-2  | 4-0  | 1-0  | 2-1  | –––– |

## Statistiche

### Classifica marcatrici
Fonte: sito ufficiale
| Gol | Rigori |  | Giocatore              | Squadra            |
| --- | ------ |  | ---------------------- | ------------------ |
| 25  | 2      |  | Conny Pohlers          | 1. FFC Francoforte |
| 23  | 5      |  | Birgit Prinz           | 1. FFC Francoforte |
| 23  | 4      |  | Inka Grings            | 2001 Duisburg      |
| 23  |        |  | Kerstin Garefrekes     | 1. FFC Francoforte |
| 20  |        |  | Martina Müller         | Wolfsburg          |
| 17  | 1      |  | Célia Okoyino da Mbabi | Bad Neuenahr       |
| 15  |        |  | Anja Mittag            | Turbine Potsdam    |
| 13  |        |  | Fatmire Bajramaj       | Turbine Potsdam    |
| 13  |        |  | Genoveva Añonma        | Jena               |
| 12  | 2      |  | Kim Kulig              | Amburgo            |